# Pflanzensoziologie
Die Pflanzensoziologie (auch Phytozönologie; englisch phytosociology) ist eine deskriptive und systematische Methode der Geobotanik (Vegetationsgeographie) zur Typisierung der Vegetation und Gliederung der Vegetationseinheiten. Sie kann als Teilgebiet der Vegetationskunde aufgefasst werden, die sich innerhalb der Pflanzenökologie mit der Vegetationsdecke beschäftigt.

## Begriffsbestimmung
Die Vegetationsdecke der Erde besteht aus verschiedenen Pflanzenarten, die in unterschiedlichen und wiederkehrenden Artenkombinationen auftreten. Die Pflanzensoziologie ist die Lehre von der Vergesellschaftung der Pflanzenarten und Teil der Vegetationskunde. Sie beschreibt einzelne Pflanzengesellschaften und strebt eine empirisch begründete systematische Ordnung aller Pflanzengesellschaften an, um ihre charakteristischen Eigenschaften und ihre Verwandtschaft darzustellen. In der Pflanzensoziologie ist die Zürich-Montpellier-Schule nach Braun-Blanquet vorherrschend.
Pflanzensoziologie ist ein historisch etablierter, aber umstrittener Begriff. Während die erst nach ihr entstandene Soziologie und ihre biologischen Fachrichtungen Tiersoziologie und Biosoziologie häufig nur innerartliche Vergesellschaftungen untersuchen, bestehen die von der Pflanzensoziologie untersuchten Pflanzengesellschaften aus mehreren Arten. Daher bezeichnen manche Autoren in Analogie zur Zoozönologie und Biozönologie die Lehre von der Vergesellschaftung von Pflanzenarten als Phytozönologie. Aber auch dieser Sprachgebrauch ist umstritten, weil er von der geschichtlichen Entwicklung der Pflanzensoziologie abstrahiert. Umgekehrt erhält der Gebrauch des Begriffes „Pflanzensoziologie“ auch Zuspruch durch den Soziologen Bruno Latour: Sie sei nicht nur der ältere Begriff, sondern verfolge auch das Ziel, Gesellschaften aus heterogenen Bestandteilen zu beschreiben und zu verstehen. Damit sei Augustin-Pyrame de Candolle als ihr Schöpfer auch einer der Gründerväter der Soziologie und die Pflanzensoziologie ein Vorbild für die Sozialwissenschaften.

## Methode
Die pflanzensoziologische Methode beruht auf vier Arbeitsschritten: 1. die Vegetationsaufnahme, 2. die tabellarische Typisierung von Vegetationsaufnahmen nach floristischer Ähnlichkeit, 3. die Gesellschaftsbeschreibung der Vegetationstypen und 4. die systematische Einordnung der Vegetationstypen.

### Vegetationsaufnahme
Die Vegetationsaufnahme wird im Gelände durchgeführt und bezeichnet die Übertragung von realen Vegetationsbeständen in eine symbolische Abbildung.
→ siehe Hauptartikel: Vegetationsaufnahme

### Tabellarischer Vergleich
Die Vegetationsaufnahmen werden gesammelt und zum Vergleich in eine pflanzensoziologische Tabelle eingetragen. Die Zeilen der Tabelle listen die Arten auf, die Spalten die einzelnen Aufnahmen. Die Zeilen und Spalten werden nach ähnlichen Artenkombinationen und ähnlichen Vorkommensschwerpunkten sortiert. Dabei lassen sich pflanzensoziologische Vegetationstypen herauskristallisieren, die über ihre floristische Struktur charakterisiert sind. Diese taxonomisch ranglosen pflanzensoziologischen Einheiten werden als Pflanzengesellschaften bezeichnet, die im Gelände vorfindbaren Artenkombinationen entsprechen.

### Gesellschaftsbeschreibung
Sind die Vegetationseinheiten im tabellarischen Vergleich der Vegetationsaufnahmen und der typisierenden Zuordnung ermittelt worden, können die Pflanzengesellschaften beschrieben werden, wobei die charakteristische Artenkombination der jeweiligen Pflanzengesellschaft definiert werden soll. Gelingt die Beschreibung der floristischen Struktur der Pflanzengesellschaft, dann können weitere synthetische Merkmale wie Sättigung, Verbreitung, Benachbarung, Substrateigenschaften für die beteiligten Vegetationsaufnahmen berücksichtigt werden, um geographische Aspekte, ökologische Standorteigenschaften und anthropogene Bedingungen der Vegetationseinheiten zu analysieren.

### Systematische Einordnung
Mit der generalisierenden Gesellschaftsbeschreibung werden die realen Fälle zu einem Idealtypus abstrahiert, der so nirgendwo in der realen Vegetation vorkommt, aber vielen realen Vegetationsbeständen im charakteristischen Arteninventar ähnlich ist. Ist die Pflanzengesellschaft gut typisiert und beschrieben worden, kann sie mit bekannten pflanzensoziologischen Assoziationen verglichen und zugeordnet werden. Assoziationen sind eindeutig identifizierbare Pflanzengesellschaften mit syntaxonomischem Rang und enden auf -etum. Beispielsweise würde die ranglose Matricaria discoidea-Gesellschaft aus dem oben beschriebenen Beispiel dem Polygono arenastri-Matricarietum discoideae zugeordnet werden.

## Systematik
Die Assoziationen bilden die Grundeinheiten der pflanzensoziologischen Systematik (Synsystematik). Die Assoziationen werden in ein hierarchisch geordnetes System von Pflanzengesellschaften eingeordnet. Verwandte Assoziationen werden zu pflanzensoziologischen Verbänden, diese zu Ordnungen und diese wiederum zu Klassen zusammengefasst. So werden die pflanzensoziologischen Einheiten unterschiedlichen Umfangs und syntaxonomischer Stufe gebildet. Die Assoziationen beruhen auf gesellschaftstreuen Charakterarten, die für eine Assoziation typisch sind, d. h. hier verbreitet vorkommen und in anderen Gesellschaften fehlen. Dabei wird das Charakterartenprinzip nur innerhalb von übergeordneten, vor allem nach Wuchsformen definierten Übereinheiten, den Formationen, angewandt (so kann eine Art Charakterart einer Grünlandgesellschaft sein, auch wenn sie außerdem in verschiedenen Waldgesellschaften vorkommt). Charakterarten sollen im Idealfall ausschließlich in der beschriebenen Assoziation („treu“), in dieser aber in allen Beständen („stet“) vorkommen. Da es insbesondere bei Gesellschaften „mittlerer“ Standortbedingungen nicht immer möglich ist, Assoziationen auf Basis von Charakterarten zu bilden, werden ergänzend Differentialarten herangezogen. Diese grenzen eine Gesellschaft gegenüber einer benachbarten ab, kommen aber in weiteren Gesellschaften vor (sind also nicht „treu“). Das Charakter- und Differentialartenprinzip wird für die höheren Einheiten in genau gleicher Weise angewandt. So werden Klassen-, Ordnungs-, Verbandscharakterarten definiert.
Artenkombinationen, die nicht durch Charakter- oder Differentialarten zu kennzeichnen sind, sind nicht als Pflanzengesellschaften nach dem pflanzensoziologischen System beschreibbar. Will man sie (aus praktischen Gründen) beibehalten, werden sie neutral als „Gesellschaft“ bezeichnet, aber nicht als Assoziation beschrieben. Eine Gesellschaft kann normalerweise einer höheren Stufe (z. B. einem Verband oder einer Ordnung) zugeordnet werden, wenn die entsprechenden Charakterarten vorkommen. Die Namensgebung der pflanzensoziologischen Syntaxa wird im Internationalen Code der Pflanzensoziologischen Nomenklatur (ICPN) geregelt. Die Gesellschaftsnamen bestehen aus einem oder zwei Artnamen und einer Endung, die die syntaxonomische Ebene kennzeichnet:
| Syntaxonomische Ebene | Endung  |
| --------------------- | ------- |
| Assoziation           | -etum   |
| Verband               | -ion    |
| Ordnung               | -etalia |
| Klasse                | -etea   |

## Geschichte
Die Pflanzensoziologie entstammt der Vegetationsgeographie, wie den landeskundlichen Vegetationsbeschreibungen von Carl von Linné und Alexander von Humboldt, und ist in den ersten Jahrzehnten des 20. Jahrhunderts entwickelt und schließlich von Josias Braun-Blanquet (1928) zu einer wissenschaftlichen und im Gelände praktikablen Methode ausgebaut worden. Diese wird als Zürich-Montpellier-Schule der Pflanzensoziologie bezeichnet und hat sich gegenüber anderen Schulen wie der Uppsala-Schule von Du Rietz durchgesetzt. Die Pflanzensoziologie nach Braun-Blanquet wurde in Deutschland von Reinhold Tüxen und der Floristisch-Soziologischen Arbeitsgemeinschaft wesentlich gefördert. In Süddeutschland hat Erich Oberdorfer wesentlich zum Durchbruch dieser Methode beigetragen. Neben Fachwissenschaftlern waren und sind viele interessierte Laien an der Entwicklung der Pflanzensoziologie beteiligt. Die pflanzensoziologische Methode wird als Arbeitsmittel in verschiedenen Fachwissenschaften eingesetzt (z. B. Geographie, Biologie, Agrarwissenschaft, Forstwissenschaft, Landschaftsplanung). Nachdem die pflanzensoziologische Systematik Anfang der 1970er Jahre für Mitteleuropa weitgehend ausgearbeitet war, verlagerte sich das akademische Interesse an der Pflanzensoziologie von den produktionsorientierten Fachwissenschaften auf Ökologie und Naturschutz. Zugleich wurden quantitative Ansätze in der Pflanzensoziologie verbreitet, die mit statistischen Signifikanzanalysen versuchten, die pflanzensoziologische Methode den exakten Naturwissenschaften anzugleichen. Solche Ansätze sind umstritten, weil die Grundlage der Pflanzensoziologie die Vegetationsaufnahme bildet, die ein qualitativer Verfahrensschritt ist, und mit Signifikanzanalyse und Homogenitätsberechnung eine letztlich unwissenschaftliche Pseudogenauigkeit eingeführt würde.

## Sigmasoziologie
Die Sigmasoziologie ist eine besondere Form der Pflanzensoziologie, die die Vergesellschaftung von Pflanzengesellschaften untersucht, die als Vegetationskomplex (Sigmagesellschaft, Sigmetum) bezeichnet werden. Dazu werden die Pflanzengesellschaften eines Gebietes zuerst beschrieben und synsystematisch klassifiziert, um einen Aufnahmeschlüssel bzw. eine Kartieranleitung zu erstellen, mit denen die Vegetationskomplexe anschließend abgebildet werden. Die wiederkehrende Kombination von Pflanzengesellschaften kann dann analog zur Gesellschaftssystematik (siehe oben) nomenklatorisch bestimmt werden. Die synsystematische Gliederung besteht aus den charakteristischen Pflanzengesellschaften mit einem entsprechenden Zusatz, der die Ebene in der Systematik angibt:
| Syntaxonomische Ebene | Endung      |
| --------------------- | ----------- |
| Assoziation           | -Sigmetum   |
| Verband               | -Sigmion    |
| Ordnung               | -Sigmetalia |
| Klasse                | -Sigmetea   |

Vorläufer der Sigmasoziologie sind von der Vegetationsgeographie entwickelt worden, um Landschaften zu beschreiben, beispielsweise den Formationen.